# Мезархия
Мезархия — фигура речи: повторение одного и того же слова или слов в начале и в середине следующих друг за другом предложений. Как правило, употребляется для создания ощущения монотонности текста и одновременно усиливает гипнотический эффект.
Пример:

В одном чёрном-пречёрном лесу

Стоит чёрный-пречёрный дом,

В этом чёрном-пречёрном доме

Стоит чёрный-пречёрный стол…
— Фольклорная страшилка